# Hernán Godoy
Hernán Humberto Godoy Véliz (San Félix, Chile; 14 de mayo de 1941-Santiago, Chile; 19 de marzo de 2025), más conocido como Clavito Godoy, fue un futbolista y entrenador de fútbol chileno. Se desempeñó como delantero. Era sobrino nieto de la escritora Gabriela Mistral.

## Primeros años de vida
Su padre era arriero en San Félix, al interior de Vallenar. Sobre su parentesco con Gabriela Mistral comentó: su abuela Clotilde era prima hermana de Lucila Godoy, “Yo la habré visto un par de veces porque pasaba viajando. La habré conocido a la edad de 10 o 12 años. Mi abuela y mi mamá siempre hablaban muy bien de ella; era una mujer muy inteligente”, dijo. “Me gusta mucho su poesía y me trae bonitos recuerdos. Creo que desde ahí descubrí que quería escribir un libro alguna vez en mi vida. Y al final logré escribir varios durante mi carrera”, comentó sobre su faceta literaria. Sobre por qué tantos años guardó el “secreto” de su lazo familiar con la poeta, Hernán, en su estilo, lo graficó así: “Siempre he sido reservado para temas personales. La famosa es ella, no yo; a mí siempre me gustó el fútbol”.

## Trayectoria

### Como futbolista
Godoy estuvo vinculado al fútbol desde su adolescencia. Fue en esta etapa cuando adquirió el apodo de "Clavito", luego de que un compañero de equipo lo dibujara en una pizarra vestido de futbolista y con las denominadas "mechas de clavo", expresión utilizada para describir el cabello hirsuto.
Se formó íntegramente en Deportes La Serena, cuadro en el que debutó oficialmente en 1958 y donde se destacaba como delantero por la izquierda. Fue convocado a la preselección adulta, que participó en el Mundial de Fútbol de Inglaterra 1966.
En 1959 disputó la final de la Copa Chile defendiendo los colores de Deportes La Serena, ganándole a Santiago Wanderers por 5-1.
Acumulando casi dos décadas de carrera activa, Godoy además actuó en Santiago Wanderers, Palestino, Audax Italiano, Magallanes, Trasandino de Los Andes y Audax Italiano, cuadro en el que se retiró. En el exterior, militó con cierta notoriedad en el fútbol de Guatemala, El Salvador y Colombia. Fue en Guatemala donde más se destacó, llegando a ser campeón de la liga guatemalteca, donde también fue máximo goleador y elegido mejor jugador del torneo, lo que lo llevó a ser muy querido y recordado en el Comunicaciones Fútbol Club.

### Como entrenador
Los inicios de la carrera de entrenador datan el año 1973, en el equipo de Alianza Fútbol Club de El Salvador, en el cual realizó su práctica como entrenador profesional. Su estreno formal ocurrió en la temporada 1974 en Audax Italiano, equipo por el cual tuvo un brillante paso, llegando a conseguir el ascenso a primera división en 1976.
Como instructor de la Federación de Fútbol de Chile realizó un curso de perfeccionamiento en Europa.
En 2004 estuvo desempeñándose como entrenador del Mitra Kutar de la primera división de Indonesia.
Su última etapa extensa como entrenador la tuvo en Santiago Morning, equipo que dirigió intermitentemente entre 2011 y 2017. Fue contratado con la misión de evitar descenso de categoría, objetivo que estuvo al borde de lograr, antes de caer por 2-1 ante el Cobreloa de Nelson Acosta en la última fecha de la temporada, resultado que sellaría el descenso del club. Se trató de un duelo marcado por errores arbitrales, penales no cobrados y goles anulados, lo que provocó que al final del cotejo "Clavito" se abalanzara sobre el árbitro, reclamando airadamente lo que consideró una injusticia. 
Godoy volvió a tomar las riendas de Santiago Morning en dos oportunidades, primero en 2013 y luego en 2016. Y aunque no consiguió llevar al equipo de vuelta a la primera división del fútbol chileno, en su última estadía sí logró evitar que el elenco volviera a descender, esta vez a la tercera división.
En 2012,   publicó su biografía titulada ”Un Clavo saca a otro Clavo.  Hernán Clavito Godoy”, libro de 170 páginas, de los autores Ángelo Correa Díaz y José Ignacio Valdivia, en el cual el DT rememora sus vivencias en el fútbol profesional, declarando que "cuenta mis orígenes, mi formación como futbolista en mi pueblo de San Félix. Después habla sobre los equipos que jugué en Chile, Centroamérica, Colombia". También durante ese año presta asesoría unos meses a Independiente de Cauquenes en la vuelta de dicho club a la Tercera División.
Su capítulo final como director técnico fue en 2018, a los 77 años de edad, cuando el club San Marcos de Arica lo contrató buscando evitar el descenso de segunda a tercera división con solo 13 fechas restantes en la temporada. Godoy estuvo a punto de lograr el milagro, manteniendo hasta el final la esperanza del club de mantener la categoría. Sin embargo, en la última fecha del torneo, en la cual San Marcos necesitaba una victoria para lograr la permanencia, los pupilos de "Clavito" solo lograron un empate, sellando el descenso del equipo nortino. Tras el partido, Godoy dejó su cargo, poniendo fin así a su carrera como entrenador profesional.

## Controversias
Conocido por su fuerte carácter, durante su estadía dirigiendo a Regional Atacama, fue suspendido por 32 fechas por agredir físicamente al árbitro Salvador Imperatore y a un guardalíneas el 14 de enero de 1984. Dicha sanción le costó el cargo, aunque luego fue reducida gracias a la gestión del general Sergio Badiola. En 2002 agredió a un periodista luego de un partido entre Deportes Temuco y Audax Italiano.
Durante el mismo año Godoy fue despedido de la banca de Audax Italiano, debido a que sus jugadores Daniel López y Nibaldo Rubio fueron denunciados por pinchar con alfileres en el cuerpo a los jugadores de Santiago Wanderers Fernando Martel y Silvio Fernández. Godoy reaccionó criticando al delantero uruguayo por su poca valentía.
Godoy fue reconocido por su estilo directo y a veces controversial ante los medios. Esto quedó especialmente de manifiesto en 2017, durante una entrevista telefónica conducida por Waldemar Méndez y Dante Poli, ambos exfutbolistas, en el programa "Entramos a la Cancha" de Radio Duna. El tono de la conversación, en la que se tocaron los temas del rol de las mujeres como Director Técnico y los salarios de los entrenadores en el fútbol chileno, fue subiendo paulatinamente. Esto culminó en un exabrupto de "Clavito", en el que espetó a Waldemar Méndez "¡Voh siempre has sido cagón y como arquero fuiste mediocre!". Esto provocó la evidente molestia de Méndez y Poli, pero antes de que pudieran recriminar al exentrenador, este se despidió y cortó la llamada, poniendo fin a la entrevista. Además, el mismo año tuvo una acalorada discusión con Roberto Rojas.
En 2020, Jorge Cerino señaló que Godoy era "un hijo de puta" y que durante un partido de 1993 dio la orden expresa a sus jugadores de que lo fracturaran.

## Últimos años de vida
En febrero de 2025, Godoy fue internado de urgencia en el Hospital Clínico Dra. Eloísa Díaz, debido a una hepatocarcinoma metastásico, un tipo de cáncer hepático avanzado. A pesar de la gravedad de su condición, mantuvo su espíritu positivo, declarando: “Le gané varias veces al descenso, ¿cómo no le voy a ganar a esto?”. Su fallecimiento ha dejado una profunda huella en el fútbol chileno, con numerosas reacciones de cariño y respeto por parte de la comunidad deportiva.
Hernán 'Clavito' Godoy falleció el 19 de marzo de 2025 a la edad de 83 años. Sus restos fueron trasladados al Cementerio El Manantial, en Maipú, donde fueron cremados.

### Libros
- Un Clavo saca a otro Clavo, biografía, 2012.[18]

## Clubes

### Como jugador
| Club               | País        | Año       |
| ------------------ | ----------- | --------- |
| Deportes La Serena | Chile       | 1958-1965 |
| Santiago Wanderers | Chile       | 1966      |
| Palestino          | Chile       | 1967      |
| Comunicaciones     | Guatemala   | 1968-1969 |
| Motagua            | Honduras    | 1970      |
| Comunicaciones     | Guatemala   | 1971      |
| Audax Italiano     | Chile       | 1972      |
| Alianza FC         | El Salvador | 1973      |
| Magallanes         | Chile       | 1973      |
| Trasandino         | Chile       | 1973      |
| Unión Magdalena    | Colombia    | 1974      |
| Audax Italiano     | Chile       | 1974      |

### Como entrenador
| Club                    | País           | Año       | PJ   | PG  | PE  | PP  | Efectividad |
| ----------------------- | -------------- | --------- | ---- | --- | --- | --- | ----------- |
| Audax Italiano          | Chile          | 1974-1977 | 122  | 45  | 29  | 44  | 48,77%      |
| Naval                   | Chile          | 1977      | 34   | 12  | 12  | 10  | 52.94%      |
| Trasandino              | Chile          | 1978      | 36   | 15  | 11  | 10  | 56,94%      |
| Ñublense                | Chile          | 1979      | 44   | 7   | 10  | 27  | 27,27%      |
| Audax Italiano          | Chile          | 1980-1981 | 86   | 30  | 29  | 27  | 51,74%      |
| San Luis                | Chile          | 1982      | 12   | 3   | 2   | 7   | 33,33%      |
| Deportes Concepción     | Chile          | 1982      | 25   | 10  | 7   | 8   | 54%         |
| Fernández Vial          | Chile          | 1983      | 18   | 3   | 7   | 8   | 36,11%      |
| Regional Atacama        | Chile          | 1983      | 24   | 7   | 6   | 11  | 41,66%      |
| Deportes Puerto Montt   | Chile          | 1984      | 16   | 7   | 3   | 6   | 53,13%      |
| Trasandino de Los Andes | Chile          | 1984      | 5    | 2   | 1   | 2   | 50%         |
| Audax Italiano          | Chile          | 1985      | 52   | 15  | 14  | 23  | 42,31%      |
| Deportes Arica          | Chile          | 1986      | 14   | 4   | 4   | 6   | 42,86%      |
| Deportes Antofagasta    | Chile          | 1986-1987 | 48   | 17  | 21  | 10  | 57,29%      |
| Santiago Wanderers      | Chile          | 1988      | 50   | 19  | 15  | 16  | 48%         |
| Deportes Linares        | Chile          | 1989      | 50   | 11  | 19  | 20  | 41%         |
| NY Los Inkas FC..       | Estados Unidos | 1990      | ?    | ?   | ?   | ?   | ?           |
| Deportes Arica          | Chile          | 1990      | 34   | 9   | 14  | 11  | 47,06%      |
| NY Los Inkas FC..       | Estados Unidos | 1991      | ?    | ?   | ?   | ?   | ?           |
| Santiago Wanderers      | Chile          | 1991      | 19   | 1   | 10  | 8   | 31,58%      |
| Comunicaciones          | Guatemala      | 1992      | ?    | ?   | ?   | ?   | ?           |
| Deportes Arica          | Chile          | 1993-1994 | 83   | 30  | 21  | 32  | 48,80%      |
| Deportes Melipilla      | Chile          | 1995      | 18   | 6   | 4   | 8   | 40,74%      |
| Unión Santa Cruz        | Chile          | 1996-1997 | 51   | 11  | 14  | 26  | 30,72%      |
| Florida Soccer de Miami | Estados Unidos | 1998      | ?    | ?   | ?   | ?   | ?           |
| San Antonio Unido       | Chile          | 1998      | 27   | 10  | 5   | 9   | 43,21%      |
| Unión San Felipe        | Chile          | 1999      | 16   | 4   | 7   | 5   | 39,58%      |
| Deportes Arica          | Chile          | 2000      | 36   | 13  | 11  | 12  | 46,30%      |
| Audax Italiano          | Chile          | 2001-2002 | 22   | 9   | 4   | 9   | 46,97%      |
| Deportes Iquique        | Chile          | 2002      | 14   | 4   | 4   | 6   | 38,10%      |
| Santiago Morning        | Chile          | 2002-2003 | 47   | 13  | 16  | 18  | 39%         |
| Mitra Kukar             | Indonesia      | 2004      | ?    | ?   | ?   | ?   | ?           |
| Unión San Felipe        | Chile          | 2004-2005 | 56   | 15  | 15  | 26  | 35,71%      |
| Santiago Wanderers      | Chile          | 2006-2007 | 15   | 5   | 6   | 8   | 46,66%      |
| Unión Quilpué           | Chile          | 2008      | 33   | 16  | 6   | 11  | 54.54%      |
| San Marcos de Arica     | Chile          | 2009-2010 | 51   | 17  | 16  | 18  | 43.79%      |
| Deportes Melipilla      | Chile          | 2011      | 11   | 0   | 4   | 7   | 12.12%      |
| Santiago Morning        | Chile          | 2011      | 25   | 12  | 2   | 11  | 50.67%      |
| Santiago Morning        | Chile          | 2013-2014 | 44   | 20  | 7   | 19  | 50.75%      |
| Santiago Morning        | Chile          | 2016-2017 | 52   | 22  | 12  | 20  | 50%         |
| San Marcos de Arica     | Chile          | 2018      | 13   | 4   | 4   | 5   | 41.03%      |
| Total                   | Total          | Total     | 1303 | 428 | 372 | 504 | 42.37%      |

## Palmarés

### Títulos como jugador
| Título        | Club               | País      | Año     |
| ------------- | ------------------ | --------- | ------- |
| Copa Chile    | Deportes La Serena | Chile     | 1960    |
| Liga Nacional | Comunicaciones     | Guatemala | 1968-69 |
| Liga Nacional | Comunicaciones     | Guatemala | 1970-71 |
| Liga Nacional | Motagua            | Honduras  | 1970-71 |
| Liga Nacional | Comunicaciones     | Guatemala | 1971    |

### Distinciones individuales
| Distinción                                       | Año     |
| ------------------------------------------------ | ------- |
| Máximo goleador de la Liga Nacional de Guatemala | 1968-69 |